# Nalasut
Nalasut (o Nalassut) è un villaggio della Groenlandia di 7 abitanti (gennaio 2005). Si trova a 60°11'N 44°46'O; appartiene al comune di Kujalleq.